# Централна Америка
Центра̀лна Амѐрика е централният географски регион на двете Америки. Дефинира се или като южната част от Северна Америка, който се свързва с Южна Америка в югоизточната си част, или като самостоятелен регион между двете Америки.

## Физическа география
Физикогеографски, Централна Америка е тесен провлак от южна Северна Америка, простиращ се от провлака Теуантепек в Мексико в посока югоизток до Панамския провлак, където се свързва с колумбийската тихоокеанска низина в северозападната част на Южна Америка. Централна Америка има площ от около 592 000 квадратни километра. На югозапад се намира Тихия океан, на североизток – Карибско море, а Мексиканския залив е на север.
По-голямата част от Централна Америка е разположена върху Карибската плоча. Регионът е геологически активен, вулканични изригвания и земетресения не са рядкост. Манагуа, столицата на Никарагуа, е разрушавана от земетресения през 1931 и 1972 година, а през 2001 година две земетресения опустошават Ел Салвадор. Плодородните почви от изветрена вулканична лава спомагат за изхранването на гъстонаселените райони.

## Политическа география
През 2006 г. населението на Централна Америка е 39 267 000 души. Напълно или частично Мексико е включено в Централна Америка под различни дефиниции. Организацията на обединените нации включва Мексико в своя подрегион Централна Америка, определен като всички сухопътни щати на Северна Америка на юг от Съединените щати. Някои географи тук включват югоизточните мексикански щати Кампече, Чиапас, Кинтана Ро, Табаско и Юкатан. Европейският съюз не включва Белиз и Мексико в това определение.

### Държави
| Държава    | Площ        | Население (2018) | Столица        |
| ---------- | ----------- | ---------------- | -------------- |
| Белиз      | 22 966 km²  | 383 071          | Белмопан       |
| Коста Рика | 51 100 km²  | 4 999 441        | Сан Хосе       |
| Салвадор   | 21 041 km²  | 6 420 746        | Сан Салвадор   |
| Гватемала  | 108 889 km² | 17 247 849       | Гватемала Сити |
| Хондурас   | 112 090 km² | 9 587 522        | Тегусигалпа    |
| Никарагуа  | 130 370 km² | 6 465 501        | Манагуа        |
| Панама     | 75 420 km²  | 4 176 869        | Панама         |

## Релеф
Горските низини, равнини и блата са разположени по крайбрежието на Централна Америка. Районът е пресечен от реки и планински вериги. По-голямата част от Централна Америка е заета от планини на средна височина, които са част от планинската система Кордилери. Преобладават силно разпокъсани планински вериги, прорязани от дълбоки речни проломи, понякога с петна от изравнени равнини, редуващи се с тектонски депресии. От границата на Мексико, където се издига най-високият връх на Централна Америка – вулканът Тахумулко (височина 4 217 m), до Западна Панама от тихоокеанската страна има вулканичен хребет с много активни вулкани, включително тези, възникнали в исторически времена. Големите низини са разположени само на север.